# Clay City (Illinois)
Clay City es una villa ubicada en el condado de Clay en el estado estadounidense de Illinois. En el Censo de 2010 tenía una población de 959 habitantes y una densidad poblacional de 212,31 personas por km².

## Geografía
Clay City se encuentra ubicada en las coordenadas 38°41′9″N 88°20′55″O / 38.68583, -88.34861. Según la Oficina del Censo de los Estados Unidos, Clay City tiene una superficie total de 4.52 km², de la cual 4.52 km² corresponden a tierra firme y (0%) 0 km² es agua.

## Demografía
Según el censo de 2010, había 959 personas residiendo en Clay City. La densidad de población era de 212,31 hab./km². De los 959 habitantes, Clay City estaba compuesto por el 98.96% blancos, el 0.1% eran afroamericanos, el 0.1% eran amerindios, el 0.21% eran asiáticos, el 0% eran isleños del Pacífico, el 0.31% eran de otras razas y el 0.31% pertenecían a dos o más razas. Del total de la población el 0.31% eran hispanos o latinos de cualquier raza.